# ТЕС Кушияра
24°41′20″ пн. ш. 91°55′5″ сх. д. / 24.68889° пн. ш. 91.91806° сх. д.
ТЕС Кушияра — теплова електростанція на північному сході Бангладеш, споруджена компанією MAX Group.
У 2018 році на майданчику станції став до ладу парогазовий блок комбінованого циклу потужністю 163 МВт, в якому одна газова турбіна потужністю 116 МВт живить через котел-утилізатор одну парову турбіну з показником 63 МВт. Турбіни та котел-утилізатор для нього постачив концерн General Electric.
Станція розрахована на використання природного газу, який надходить до регіону по газотранспортному коридору Кайлаштіла – Ашугандж (можливо відзначити, що в 2004-му неподалік почалась розробка газового родовища Фенчугандж, проте воно має доволі незначні запаси).
Видача продукції відбувається по ЛЕП, розрахованій на роботу під напругою 230 кВ.
Біч-о-біч із ТЕС Кушияра розташований майданчик ТЕС Фенчугандж, яка належить державній компанії Bangladesh Power Development Board (BPDB).